# Frederik Tingager
Frederik Beyer Tingager (* 22. Februar 1993 in Holbæk) ist ein dänischer Fußballspieler. Er steht seit 2019 bei Aarhus GF unter Vertrag.

## Karriere
Tingager begann seine Karriere bei Tuse IF und wechselte über Holbæk B&I in die Jugendakademie zu Brøndby IF. Im Januar 2012 wechselte Tingager zum Drittligisten Nordvest FC. Über den Ligakonkurrenten Holbæk B&I landete er in der Winterpause der Saison 2015/16 beim Erstligisten Odense BK. Sein Debüt im Profifußball gab er am 8. Mai 2016 bei der 0:1-Niederlage am 28. Spieltag im Spiel gegen den FC Kopenhagen. Er kam in dieser Saison zu sechs Einsätzen und einem Tor; Odense BK belegte in dieser Saison den siebten Tabellenplatz. In der Saison 2016/17 gelang dem Verein der Klassenerhalt.
Im Januar 2018 wechselte Tingager nach Deutschland zu Eintracht Braunschweig. Er kam in seiner ersten Saison zu 14 Einsätzen und einem Tor; der Verein stieg zum Saisonende aus der 2. Bundesliga ab. Am 29. Dezember 2018 wurde sein bis Juni 2020 laufender Vertrag zum Jahresende aufgelöst; die Mannschaft befand sich seit dem 3. Spieltag in der Abstiegszone der 3. Liga.
Am 4. Januar 2019 gab dann der dänische Erstligist Aarhus GF die Verpflichtung des Abwehrspielers bekannt.